# WLNY-TV
WLNY-TV (ou apenas New York 55) é uma emissora de televisão estadunidense licenciada para Riverhead, servindo o mercado de televisão da cidade de Nova York, no estado homônimo. Opera no canal 55 (29 UHF digital) e é uma emissora independente. Pertence a CBS News and Stations, subsidiária da Paramount Global, que também é proprietária da emissora irmã WCBS-TV, emissora própria da CBS. Seus estúdios estão localizados na CBS Broadcast Center na West 57th Street em Midtown Manhattan, e a torre de transmissão está localizada em Ridge.

## História
Em 1965, a Island Broadcasting System, proprietária da WRIV em Riverhead e da WALK em Patchogue, solicitou uma licença de construção para o canal 55 UHF. O apresentador de notícias da NBC, Chet Huntley, era um dos proprietários, e a empresa acreditava que a emissora poderia se afiliar a essa rede. Huntley se retirou da propriedade da emissora de televisão, possivelmente devido à política da NBC, antes que a aprovação fosse concedida em 1967. A emissora atenderia principalmente ao Condado de Suffolk.  A emissora nunca foi construída e, em 1968, a FCC enviou à WRIV-TV e a outras sete emissoras de UHF não construídas ordens para que construíssem ou perdessem suas licenças.

### WLIG (1985-1996)
A Life Broadcasting Network, Inc., solicitou à FCC em outubro de 1979 uma licença de construção para construir o canal 55. A Life Broadcasting Network era propriedade do empresário local Michael Pascucci, que propôs programar o canal 55 com "programação religiosa e familiar não denominacional". A FCC concedeu a licença em 1982. A emissora, WLIG, seria transmitida de um transmissor em Ridge e estaria vagamente alinhada com a Diocese de Rockville Centre; sua programação seria voltada para a família, contando com seriados e filmes antigos, além de um noticiário às 22 horas que cobria Long Island. O local de Ridge ficava mais a oeste do que o local original, que foi aprovado pela FCC, mas rejeitado pela Marinha.
A WLIG começou a transmitir em 28 de abril de 1985. Ela esperava evitar a luta que se abateu sobre a tentativa anterior do outro canal de televisão de Long Island, a WSNL-TV (canal 67), que saiu do ar após 20 meses. O noticiário da noite, News 55 Long Island, tinha três funcionários em tempo integral e duas equipes de filmagem; a emissora também transmitia um programa de assuntos públicos, Focus on Long Island.
A luta que definiu os primeiros anos de operação da WLIG foi sua batalha para entrar nos sistemas a cabo locais, especialmente na Cablevision de Long Island. Em abril de 1985, quando o canal 55 foi ao ar, o sistema tinha 240.000 assinantes. Na época em que a emissora entrou no ar, as regras de must carry estavam em vigor, exigindo que os sistemas a cabo transmitissem emissoras locais em um raio de 35 milhas (56 km) dos assinantes, mas apenas cerca de 4.000 dos 240.000 assinantes da Cablevision de Long Island estavam em um raio de 35 milhas de Riverhead. A regra de must carry foi derrubada por um tribunal federal de recursos em julho de 1985, mas a Cablevision não adicionou a WLIG no lançamento, dizendo que era uma emissora distante que exigiria taxas de direitos autorais e que não tinha capacidade de canal. Em junho de 1987, estimava-se que a WLIG atingisse 200.000 telespectadores e era transmitida por oito das nove operadoras de televisão à cabo em Long Island; A Cablevision, a única empresa que resistiu, alegou que a WLIG não acrescentava nada ao serviço que já oferecia e, portanto, recusou-se a transmiti-la. Embora tenha oferecido, em um determinado momento, colocar o noticiário da WLIG em um canal de acesso público, Pascucci queria que parte da programação de entretenimento da emissora - descartada por um porta-voz da Cablevision como mais uma duplicação de "reprises sindicadas e filmes antigos" - também fosse transmitida e recusou a oferta. Um grupo de defesa dos assinantes de TV à cabo, o New Yorkers for Fair Cable, alegou que o verdadeiro motivo era o fato de a WLIG competir com serviços que a Cablevision possuía e oferecia, especificamente o News 12 Long Island. Em outubro de 1987, a BQ Cable Company começou a oferecer a WLIG aos assinantes do Brooklyn e do Queens.

## Sinal digital
| PSIP | Canal digital | Resolução de vídeo | Programação                      |
| ---- | ------------- | ------------------ | -------------------------------- |
| 55.1 | 29 UHF        | 1080i              | Programação principal da WLNY-TV |
| 55.2 | 29 UHF        | 480i               | The Nest                         |
| 55.3 | 29 UHF        | 480i               | TBD                              |
| 55.4 | 29 UHF        | 480i               | HSN                              |